# Хайорнс, Роджер
Роджер Хайорнс (Roger Hiorns , 1975, Бирмингем, Великобритания) — современный британский художник. В 2009 был номинирован на Премию Тернера.

## Биография
Родился в Бирмингеме, Великобритания, в 1975 году. Он посещал Bourneville College of Art с 1991 по 1993, а также Goldsmiths College в Лондоне с 1993 по 1996. Живет в Лондоне.

## Творчество
Роджер Хайорнс использует необычные материалы, создавая удивительные трансформации с найденными объектами и городским окружением. Огонь, вырывающийся из стока канализации; металлическая поверхность, пронизанная духами; кристаллы, покрывающие промышленные объекты. Наибольшую известность художнику принесла инсталляция в южном Лондоне, где он трансформировал бывшую квартиру, покрыв поверхности блестящими голубыми кристаллами сульфата меди. 75,000 литров раствора было закачано в муниципальную квартиру, чтобы создать удивительные красивые и сверкающие наросты на стенах, потолке и полу. Проект был назван «SEIZURE».

## Персональные выставки
| - 2009 — «Turner Prize», Tate Britain, Лондон - 2009 — Marc Foxx, Лос-Анджелес - 2008 — Corvi-Mora, Лондон - 2008 — «Seizure», Harper Road, An Artangel/Jerwood Commission, Лондон - 2007 — The Church of Saint Paulinus, Richmond, Северный Йоркшир | - 2007 — «Glittering Ground», Camden Arts Centre, Лондон - 2007 — Marc Foxx, Лос-Анджелес - 2006 — Cubitt Gallery, Лондон - 2006 — Milton Keynes Gallery, Милтон Кейнс - 2006 — Galerie Nathalie Obadia, Париж - 2006 — Corvi-Mora, Лондон - 2003 — Corvi-Mora, Лондон | - 2003 — UCLA Hammer Museum, Лос-Анджелес - 2003 — Art Now, Tate Britain, Лондон - 2003 — Marc Foxx, Лос-Анджелес - 2001 — Corvi-Mora, Лондон |